# Francisco de Borja (Kardinal)

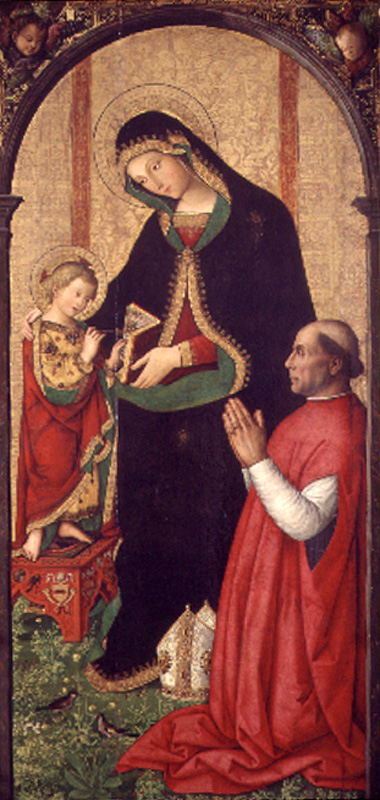
Kardinal Francisco de Borja (rechts unten)

Francisco de Borja (italienisch Francesco Borgia; * 1441 in Játiva, Spanien; † 4. November 1511 in Reggio nell’Emilia) war ein Kardinal der Römischen Kirche.

## Leben
Der Verwandte von Alexander VI. und Kanoniker des Kathedralkapitels von Valencia wurde vom neugewählten Papst zum Apostolischen Protonotar und am 20. September 1493 zum Generalschatzmeister der Kurie ernannt. Am 19. August 1495 wurde Francisco de Borja Bischof von Teano. Am 6. November 1499 wurde er zum Erzbischof von Cosenza ernannt.
Von seinem Verwandten, dem Papst, am 28. September 1500 in pectore zum Kardinal erhoben, veröffentlichte dieser de Borjas Kardinalserhebung am 2. Oktober desselben Jahres und verlieh ihm zugleich den Kardinalshut. Am 5. Oktober 1500 erhielt de Borja als Kardinalpriester die Titelkirche Santa Cecilia. Er begegnet 1501 als Legat in der Campagna, wo er im selben Jahr im Namen des Papstes Rocca di Papa und andere päpstliche Liegenschaften und Burgen von den Colonna in Besitz nahm. Im Jahr 1502 begleitete er Lucrezia Borgia zu ihrer Eheschließung mit Alfonso d’Este. Papst Alexander VI. bestellte ihn ferner zum Erzieher seines jüngsten Sohnes Giovanni Borgia, des Infans Romanus, den der Papst kurz zuvor zum Herzog von Camerino erhoben hatte, nachdem er den bisherigen Titelinhaber, den 82-jährigen Giulio Cesare da Varano hatte strangulieren lassen.
De Borja wechselte am 11. August 1506 auf die Titelkirche Santi Nereo ed Achilleo. Von Januar 1503 bis 1504 war er Kämmerer des Heiligen Kardinalskollegiums. Francisco de Borja war Teilnehmer des ersten Konklave von 1503, das Pius III. zum Papst wählte. Er nahm auch am zweiten Konklave von 1503 teil, aus dem Julius II. als Papst hervorging. Am 11. August 1506 optierte er zur Titelkirche Santi Nereo ed Achilleo. Er verzichtete er am 5. Juni 1508 zugunsten seines Neffen Francisco de Borja auf das Bistum Teano. Im Januar 1511 wurde er Kardinalprotopriester.
Francisco de Borja beteiligte sich an einer Verschwörung gegen Papst Julius II. und veröffentlichte aus Ferrara Schriften, die gegen den Papst gerichtet waren. Im Oktober 1510 reiste er über Florenz und Pavia nach Mailand. Er unterzeichnete das Dokument vom 16. März 1511, mit dem der Papst vor das Konzil von Pisa geladen werden sollte. Am 24. Oktober 1511 wurde er von Julius II. zusammen mit den Kardinälen Federico Sanseverino, Bernardino López de Carvajal, Guillaume Briçonnet sowie René de Prie seines Kardinalsamtes enthoben und exkommuniziert. Während seine Mitbrüder 1513 von Papst Leo X. begnadigt und wieder in ihre Ämter eingesetzt wurden, erlebte de Borja dies nicht mehr. Er starb unerwartet am 4. November 1511 auf der Reise nach Pisa in Reggio, wo er auch beigesetzt wurde.